# Nicolò Melli
Nicolò Melli (Reggio nell'Emilia, 26 de enero de 1991) es un jugador de baloncesto italiano de que pertenece a la plantilla del Fenerbahçe de la BSL turca. Con 2,05 metros de estatura, su posición natural en la cancha es la de ala-pívot.

## Carrera

### Pallacanestro Reggiana (2007-2010)
En agosto de 2007, con 16 años, firma su primer contrato profesional con el Pallacanestro Reggiana de la LegaDue italiana. Debutando en octubre de ese mismo año.

### Olimpia Milano (2010-2015)
En julio de 2010 se une al Armani Jeans Milano, de la Serie A italiana y la Euroliga, firmando por cuatro años.

#### Victoria Libertas Pesaro (2011)
En febrero de 2011 se marchó cedido al Scavolini-Siviglia Pesaro, hasta final de temporada.

### Brose Bamberg (2015-2017)
En julio de 2015 firmó por dos temporadas con el Brose Bamberg alemán.

### Fenerbahçe (2017-2019)

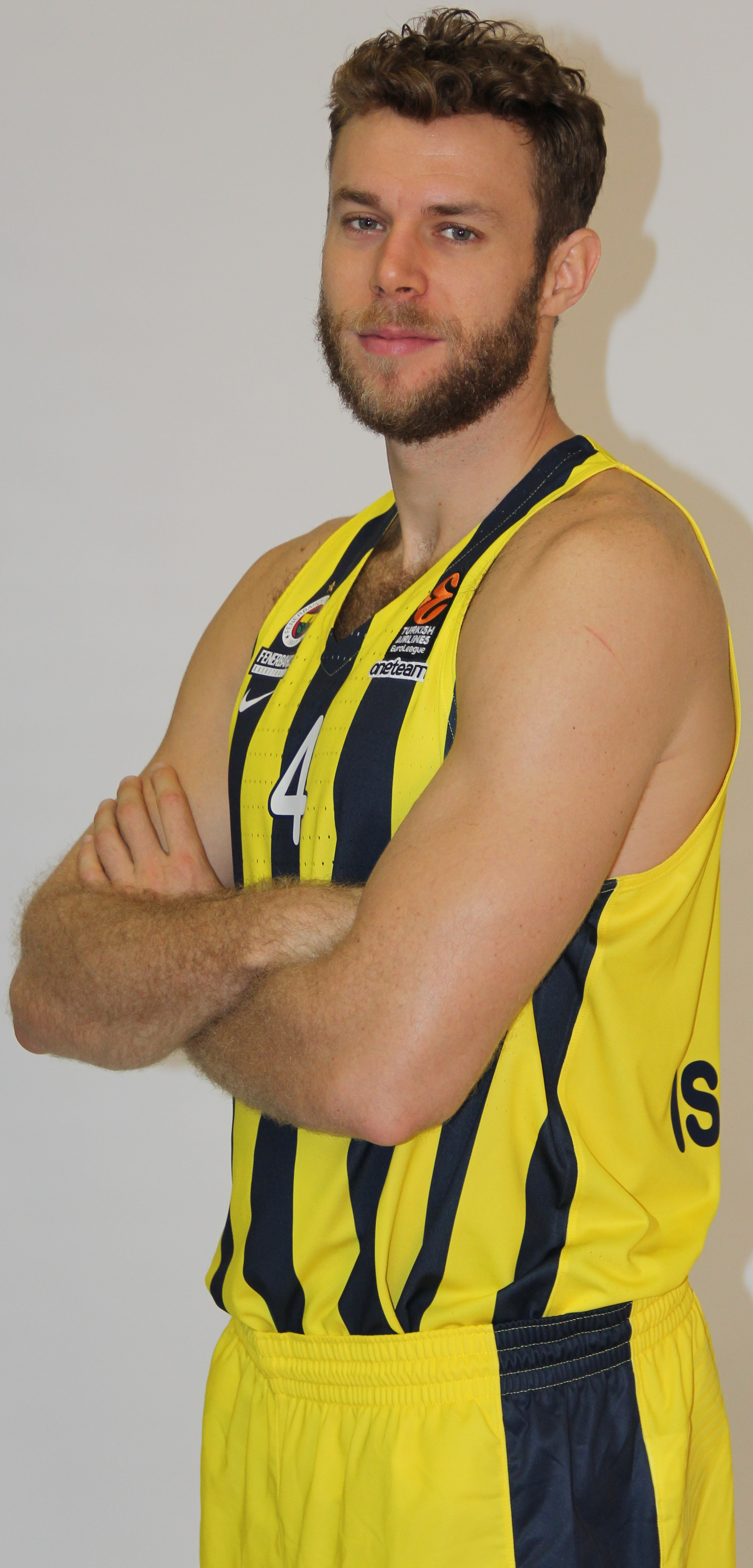
Nicolò con el Fenerbahçe en 2017.

El 8 de juliio de 2017 firma un contrato de tres años con el Fenerbahçe turco.

### New Orleans Pelicans (2019-2021)
El 25 de julio de 2019, Melli firma con los New Orleans Pelicans de la NBA. El 22 de octubre de 2019, hace su debut, saliendo desde el banquillo en la derrota ante Toronto Raptors (122–130) anotando 14 puntos, 5 rebotes y 2 asistencias. El 12 de febrero de 2020, Melli reemplaza a Deandre Ayton en el "World Team" del Rising Stars Challenge.

### Dallas Mavericks (2021)
Tras temporada y media en New Orleans, el 25 de marzo de 2021, es traspasado junto a J. J. Redick a Dallas Mavericks, a cambio de Wes Iwundu y James Johnson. Disputó 23 encuentros de liga regular con los Mavs (14 minutos por partido) y 3 de playoffs (6 minutos por partido).

### Olimpia Milano (2021-2024)

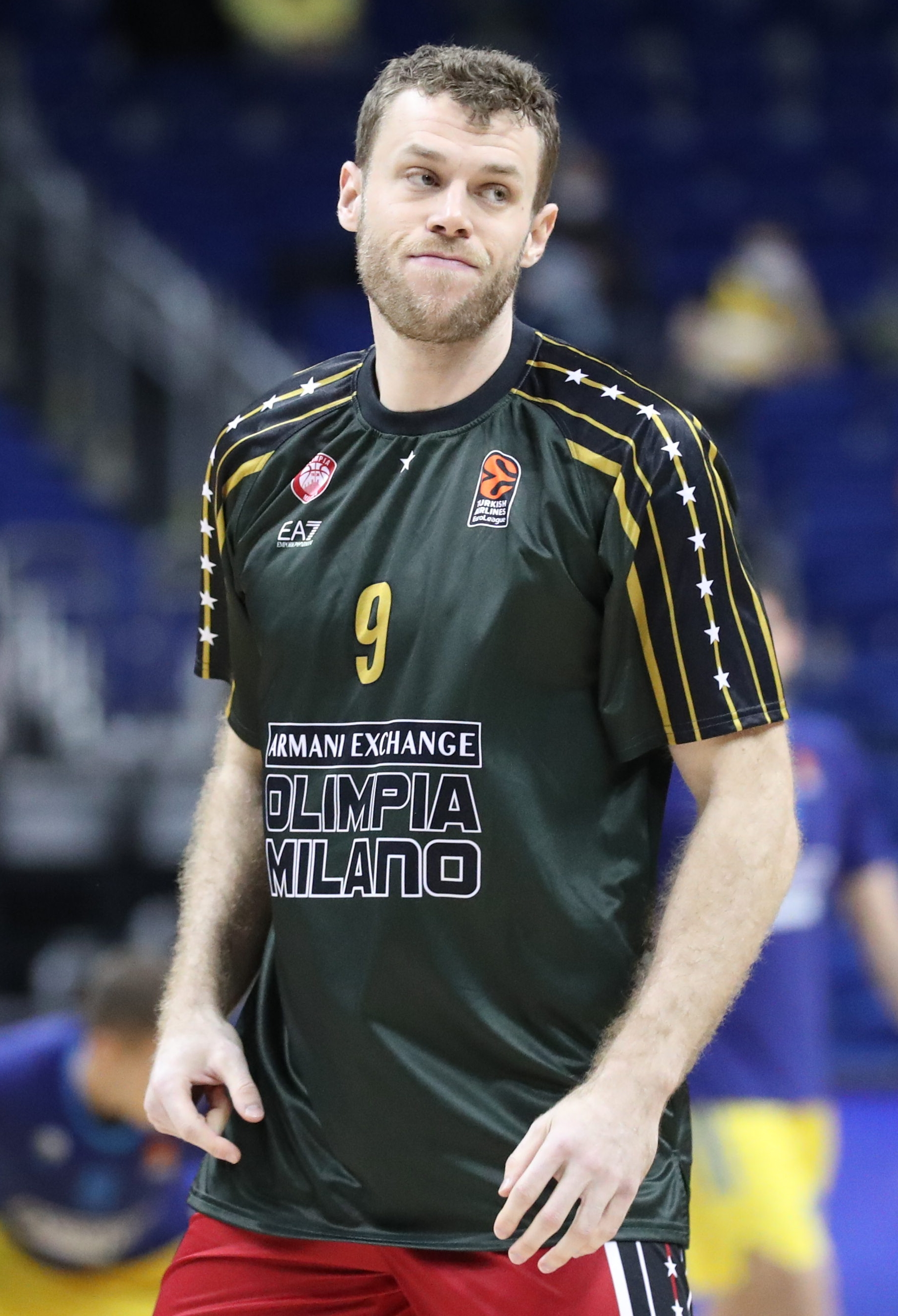
Nicolò con el Olimpia Milano en 2021.

En julio de 2021, se hace oficial su vuelta al Olimpia Milano italiano.

### Fenerbahçe (2024-presente)
El 25 de junio de 2024, firma por el Fenerbahçe Beko de la Basketbol Süper Ligi (BSL) turca.

## Selección nacional
Fue integrante de las selecciones júnior de Italia. Disputó el EuroBasket Sub-16 de 2007, el EuroBasket Sub-18 de 2008, y luego el EuroBasket Sub-20 de 2011 donde se llevaron la plata.
Debutó con la selección absoluta en el EuroBasket 2013 que finalizó en octava posición. Luego disputaría el EuroBasket 2015 finalizando en quinto puesto, el preolímpico en 2016 y el EuroBaket 2017 donde quedaron en séptimo lugar.
En verano de 2021, fue parte de la selección absoluta italiana que participó en los Juegos Olímpicos de Tokio 2020, que quedó en quinto lugar.
En septiembre de 2022 disputó con el combinado absoluto italiano el EuroBasket 2022, finalizando en séptima posición. Siendo este su el cuarto Eurobasket disputado, previamente había disputado el Eurobasket 2013, Eurobasket 2015 y Eurobasket 2017.
Durante agosto y septiembre de 2023 fue integrante de la selección de Italia que participó en el Mundial de 2023 celebrado en Asia, y que finalizó en octavo lugar.

## Estadísticas de su carrera en la NBA

### Temporada regular
| Año     | Equipo      | PJ  | PT | MPP  | %TC  | %3P  | %TL  | RPP | APP | ROB | TPP | PPP |
| ------- | ----------- | --- | -- | ---- | ---- | ---- | ---- | --- | --- | --- | --- | --- |
| 2019-20 | New Orleans | 60  | 8  | 17.4 | .421 | .335 | .740 | 3.0 | 1.4 | .4  | .6  | 6.6 |
| 2020-21 | New Orleans | 22  | 0  | 11.0 | .254 | .189 | .857 | 2.6 | 1.1 | .4  | .0  | 2.0 |
| 2020-21 | Dallas      | 23  | 4  | 14.1 | .378 | .333 | .722 | 2.8 | .8  | .2  | .1  | 4.0 |
| Total   | Total       | 105 | 12 | 15.3 | .392 | .316 | .745 | 2.9 | 1.2 | .5  | .2  | 5.0 |

### Playoffs
| Año   | Equipo | PJ | PT | MPP | %TC  | %3P  | %TL | RPP | APP | ROB | TPP | PPP |
| ----- | ------ | -- | -- | --- | ---- | ---- | --- | --- | --- | --- | --- | --- |
| 2021  | Dallas | 3  | 0  | 6.3 | .000 | .000 | —   | 2.0 | .0  | .3  | .0  | .0  |
| Total | Total  | 3  | 0  | 6.3 | .000 | .000 | —   | 2.0 | .0  | .3  | .0  | .0  |